# Большие Селки
 Большие Селки  (сев.-зап. мар.  Кугу Селкӓ) — деревня в Тоншаевском районе Нижегородской области.

## География
Расположена на расстоянии примерно 12 км на восток по прямой от районного центра посёлка Тоншаево.

## История
Первое упоминание деревни относится к 1749 году. Её первыми жителями были марийцы. Подтвердить этот факт можно тем, что недалеко от деревни в поле есть роща - "кереметище" (кереметь - нечистая сила). В 1914 году в Больших Селках была построена деревянная церковь Иоанна Златоуста. Во время Великой Отечественной войны в здание церкви был эвакуирован литературный музей А. М. Горького и его филиал «Домик Каширина». Сейчас здание бывшей церкви пустует. В 1933 году в селе был создан колхоз "У Вий" (Новая сила). В 1951 году в районе вышло решение об объединении колхозов. Большие Селки стали центром колхоза имени Ленина. 5 мая 1978 года - для деревни знаменательный день: в этот день была открыта Большеселковская восьмилетняя школа. В 2003 году в Больших Селках был построен ещё один деревянный храм — во имя Преподобного Серафима Саровского. В 2010 году его купол был разбит сильнейшим в истории деревни ураганом. В 2013 году по программе поддержки местных инициатив в деревне была заасфальтирована улица Центральная, а в 2023 году улицы Новая и Школьная. В 2016 году на холме возле леревни была сделана лыжня и горка для катания в зимнее время. Она стала местом проведения районных и межрайонных соревнований.В 2017 году благодаря настойчивости главы Увийской сельской администрации был проведён скоростной интернет.
С 2004 по 2020 год административный центр Увийского сельсовета.
Традиционным праздником в селе является День деревни Большие Селки - 7 июля (Иванов день).

## Население
Постоянное население составляло 281 человек (русские 62 %, мари 37 %) в 2002 году, 276 в 2010.